# Berta Castañé
Berta Castañé, all'anagrafe Berta Castañé García (Sabadell, 5 novembre 2002), è un'attrice e modella spagnola, nota per aver interpretato il ruolo di Nuria Vega Valverde nella serie Il sospetto (Bajo sospecha) e per quello di Carolina Solozábal nella soap Il segreto (El secreto de Puente Viejo).

## Biografia
Berta Castañé è nata il 5 novembre 2002 a Sabadell, in provincia di Barcellona (Spagna), da madre Nuria García e da padre Juan Carlos Castañé, ha due sorelle che si chiamano Carla (anch'essa attrice e modella) e Mireia e un fratello che si chiama Joan; e oltre allo spagnolo e il catalano, parla fluentemente l'inglese.

## Carriera
Berta Castañé ha iniziato la sua carriera nel 2013 come modella per Les enfants de l'eden. Nel 2015 ha iniziato la sua carriera come attrice dopo essere stata scelta per interpretare il ruolo di Nuria Vega Valverde nella serie poliziesca in onda su Antena 3 Il sospetto (Bajo sospecha), prodotta da Bambu Producciones. Nello stesso anno ha ricoperto il ruolo di Tamsi nel film televisivo di TVE La española inglesa diretto da Marco A. Castillo. È stata anche ambasciatrice del marchio Hortensia Maeso Girls e, tra gli altri, ha recitato nella campagna The Sweet Escape.
Nel 2016 ha interpretato il ruolo di Laia Nena da bambina nel film televisivo in onda su TV3 Laia diretto da Lluís Danés i Roca. Nello stesso anno ha interpretato il ruolo di Aina Nena nel film Oh, quina joia! diretto da Ventura Pons.
Nel 2016 è apparsa nella serie in onda Clan TV Big Band Clan nel ruolo di Ana. Dal 2017 al 2022 ha interpretato il ruolo di Júlia nella serie televisiva di TV3 Com si fos ahir. Allo stesso modo, nel 2017, è stata la serie più longeva nella storia della televisione spagnola.
Nel 2018 ha interpretato il ruolo di Anna Maria nel film Miss Dalí diretto da Ventura Pons. L'anno successivo, nel 2019, ha interpretato il ruolo di Esther nella miniserie di Netflix Tre giorni di Natale (Días de Navidad).
Il suo più grande successo è arrivato nel 2019 e nel 2020 quando è stata scelta per interpretare il ruolo di Carolina Solozábal nella dodicesima stagione della soap opera in onda su Antena 3 Il segreto (El secreto de Puente Viejo). Nel 2020 ha interpretato il ruolo di Sol nella serie in onda su Antena 3 La barriera (La valla). Nello stesso anno ha ricoperto il ruolo Girl nel cortometraggio Mil Batalles. Nel 2022 ha ricoperto il ruolo di Yolanda a 15 anni nella serie di Antena 3 e Atresplayer Heridas.
Nel 2022 e nel 2023 ha interpretato il ruolo di Lucía nella serie di Movistar Plus+ Tutti mentono (Todos mienten), distribuita il 28 gennaio su Movistar Plus+ e diretta da Pau Freixas. Nel mese di gennaio del 2022, per quest'ultima serie, ha preso parte ai Premi Feroz. Negli stessi anni ha interpretato il ruolo di Gaby Rey Gómez-Fajardo nella serie di Netflix Benvenuti a Eden (Bienvenidos a Edén), partecipazione già annunciata nel 2021. Nel 2023 ha ricoperto il ruolo di Barbs nella terza stagione della serie in onda su TV3 Citas, intitolata Citas Barcelona. Nello stesso anno è stata scelta per interpretare il ruolo di Luisa Garcés Martín nella soap opera in onda su La 1 La Moderna.

## Filmografia

### Cinema
- Oh, quina joia!, regia di Ventura Pons (2016)
- Miss Dalí, regia di Ventura Pons (2018)
- Viaggio di maturità: Mallorca, regia di Paco Caballero (2025)

### Televisione
- Il sospetto (Bajo sospecha) – serie TV, 8 episodi (Antena 3, 2015) – Nuria Vega Valverde
- La española inglesa, regia di Marco A. Castillo – film TV (TVE, 2015) – Tamsi
- Laia, regia di Lluís Danés i Roca – film TV (TV3, 2016) – Laia Nena da bambina
- Big Band Clan – serie TV, 23 episodi (Clan TV, 2016-2017) – Ana
- Com si fos ahir – serie TV, 41 episodi (TV3, 2017-2022) – Júlia
- Tre giorni di Natale (Días de Navidad) – miniserie TV, 1 episodio (Netflix, 2019) – Esther
- Il segreto (El secreto de Puente Viejo) – soap opera, dodicesima stagione, 164 episodi (Antena 3, 2019-2020) – Carolina Solozábal
- La barriera (La valla) – serie TV, 2 episodi (Antena 3, 2020) – Sol
- Heridas – serie TV, 2 episodi (Antena 3, Atresplayer, 2022) – Yolanda a 15 anni
- Tutti mentono (Todos mienten) – serie TV, 6 episodi (Movistar Plus+, 2022-2023) – Lucía
- Benvenuti a Eden (Bienvenidos a Edén) – serie TV, 16 episodi (Netflix, 2022-2023) – Gabi Rey Gómez-Fajardo
- Citas – serie TV, terza stagione Citas Barcelona, 6 episodi (TV3, 2023) – Barbs
- La Moderna – soap opera (La 1, dal 2023) – Luisa Garcés Martín

### Cortometraggi
- Mil Batalles, regia di Dani Feixas Roka (2020) – Girl

## Doppiatrici italiane
Nelle versioni in italiano dei suoi film e delle sue serie TV, Berta Castañé è stata doppiata da:
- Arianna Vignoli[57] ne Il sospetto[58], Viaggio di maturità: Mallorca
- Ilaria Mariotti[59] ne Il segreto[60]